# Бровко Іван Бенедиктович
Іван Бенедиктович Бровко (02 (15) січня 1915, с. Маячка Кобеляцького району, нині Новосанжарського району Полтавської області — 22 січня 2009, Київ) — випробувач ракетно-космічної техніки, педагог, правозахисник. Командир однієї з перших батарей «Катюша».

## Життєпис
Народився у селянській родині. Батько, Бенедикт Андрійович Бровко, служив на флоті у Владивостоці. У 1928 р. повернувся додому, після початку колективізації відмовився вступати в колгосп. Батіківське господарство розграбували. У 1933 р. батько вирішив повернутися на флот, але по дорозі пропав без вісти. Мати, Наталія Федосіївна Карпенко, була вимушена вступити у колгосп, померла у 1977 р. в Києві. Дід, Федосій Іванович Карпенко, був сільським учителем, очолював повітовий уряд за часів Центральної Ради.
У 1930 р. Іван Бровко закінчив 7 класів у Маячці. Вступив у медичний технікум у Харкові, але за півроку був виключений як син «середняків».
У 1931 р. вступив у педагогічний технікум у м. Красноград Харківської області. Восени 1932 р. покинув навчання через голод та повернувся додому.
Працював учителем семирічної школи у с. село Рудки Царичанського району Дніпропетровської області. У травні 1933 р. на його уроці померла з голоду учениця Марійка Хайло. Бровко звинуватив у цьому владу, зокрема директора школи. В той же день колега по школі розповів Бровку, що директор повідомив про його висловлювання у районне ГПУ. Рятуючись від переслідувань, Бровко негайно втік додому.
Влітку 1933 р. почав працювати вчителем української мови і літератури семирічної школи в с. Коханівка Кегичівського району Харківської області. У 1934 р. школу почали переводити на російську мову викладання, оскільки порожні після смерті селян від голоду хати заселили людьми зі Свердловської області РФ. Бровко висловив обурення, через що був звільнений з роботи. Продовжив працювати вчителем у м. Слов'янськ Сталінської області.
У 1939 р. закінчив філологічний факультет Донецького інституту народної освіти в Луганську (навчався в ньому заочно). Того ж року призваний у Червону Армію, служив в артилерійському полку у м. Коломна Москвської області. Брав участь у бойових діях у Західній Білорусі та у Західній Україні, у радянсько-фінській війні.
Влітку 1941 р. полк, у якому він служив, був розгромлений під Оршею. Рештки особового складу було направлено у Московське вище артилерійсько-ракетне училище ім. Красіна, що було евакуйовано на Урал. Закінчив училище наприкінці 1941 р., отримав звання лейтенанта. Був командиром однієї з перших батарей гвардійських мінометних частин («Катюш») під Москвою, пройшов усю війну до Берліна.
У травні 1945 р. був зарахований до спеціальної групи ракетників «Постріл», яку очолював С. Корольов. Група вивчала і відновлювала трофейну німецьку ракету ФАУ-2 в інституті RABE («Reaktische Bauen», м. Бляхейроде, Тюрингія, Німеччина). Командував стартовим дивізіоном, який 18 жовтня 1947 запустила з космодрому Капустин Яр (РФ) балістичну ракету Р-1 (ФАУ-2). На обеліску, спорудженому на честь події на місці пуску, серед інших вибито ім'я Бровка.
Привіз із війни сотні заборонених у СРСР українських книжок, які буде пізніше використовувати на своїх лекціях.
У 1948 р. вийшов у відставку. Почав викладати українську мову і літературу в Пущі-Водиці Києвської області.
У 1953 р. закінчив аспірантуру Науково-дослідного інституту педагогіки, того ж року почав читати курс методики викладання української літератури в Київському університеті. у 1953–1957 рр. обіймав посади старшого викладача, у 1957–1960 - в. о. доцента кафедри педагогіки філологічного факультету.
У 1957 р. захистив кандидатську дисертацію на тему: «Вивчення творчості Олеся Гончара в школі», отримав посаду доценту. Підтримував дружні стосунки з шістдесятниками, насамперед з Є. Сверстюком. Потрапив під негласне стеження КГБ, яке зокрема виявило, що Бровко у своїх лекціях з педагогіки цитує, зокрема, Грушевського та Винниченка, посилається на Фрейда.
У 1960 р. Бровко готувався до захисту докторської дисертації з методики викладання літератури, йому запропонували очолити кафедру педагогіки в Київському університеті. Підчас його перебування у службовому відрядженні КГБ провів в нього вдома таємний обшук. Після повернення до Києва затриманий співробітниками КГБ, був офіційно проведений обшук його квартири, під час якого було вилучено найбільш цінні книги з домашньої бібліотеки. Бровку висунули звинувачення у наклепах на національну політику та антирадянській діяльності, тиждень тривали допити.
31 травня 1960 р. був виключений з КПРС та звільнений з роботи. Уникнув арешту завдяки заступництву друзів, які працювали у галузі космонавтики. Два роки був без роботи.
З 1962 р. — доцент Ніжинського педагогічного інституту.
З 1973 р. — проректор Київського інституту культури.
У 1975 р. вийшов на пенсію.
З 1989 р. працював в Українському комітеті «Гельсінкі-90», був його співголовою. У жовтні 1990 р. у складі його делегації брав участь у роботі Гельсінкської Громадянської Асамблеї в Празі.

## Праці
- Бровко І. Б. Вивчення творчості Олеся Гончара в школі. — К.: Радянська школа, 1957. — 120 с.[5]
- Бровко І. Б., Коцюбинська М. Х., Сидоренко Г. К. Аналіз літературного твору. Посібник для вчителів. — К.: Радянська школа, 1959. — 68 с.[5]
- Бровко І. Б. Відображення в художній літературі возз'єднання українських земель. К., 1959;
- Бровко И. Б. Космос беден без поэтов… — К.: О-во «Знание» УССР, 1986. — 46 С.
- Бровко І. Б. Я знал Г. А. Тюмина // Космічні і земні орбіти Ю. В. Кондратюка (О. Г. Шаргея) / Упор. Б. В. Журахович, А. П. Завалішин, О. О. Негода, А. І. Стегній. — Дніпропетровськ: Січ, 1996.- 408 с.
- Ідеали Б. Д. Антоненка-Давидовича // Спогади про Б. Д. Антоненка-Давидовича. К., 1999.